# هو-کلوشه
هو-کلوشه (به فرانسوی: Haut-Clocher) یک کمون در فرانسه است که در Canton of Sarrebourg واقع شده‌است.

## خصوصیات
هو-کلوشه ۱۱٫۴۴ کیلومترمربع مساحت و ۳۲۲ نفر جمعیت دارد و ۲۶۰ متر بالاتر از سطح دریا واقع شده‌است.